# Pixels
Pixels är en  amerikansk 3D-komedifilm som hade världspremiär den 23 juli 2015 och sverigepremiär den 12 augusti 2015.  Filmen är regisserad av Chris Columbus med bland annat Adam Sandler och Kevin James i rollerna. Filmen är baserad på Patrick Jeans franska kortfilm Pixels från 2010. 

## Handling
Ett gäng figurer från 80-talets videospel har attackerat New York. Militären kallar in ett team dataspelsexperter för att bekämpa dem.

## Rollista (urval)
| Adam Sandler      | – Sam Brenner                 |
| Kevin James       | – President William Cooper    |
| Michelle Monaghan | – Violet van Patten           |
| Peter Dinklage    | – Eddie Plant/FireBlaster     |
| Josh Gad          | – Ludlow Lamonsoff/Wonder Kid |

## Cameos och referenser till TV-spel
Under filmen förekommer dessa klassiska arkadspel:
- Pac-Man
- Donkey Kong
- Galaga
- Q*bert
- Arkanoid
- Centipede
- Duck Hunt
- Space Invaders
- Asteroids
- Wizard of Wor
- Defender
- Frogger
- Missile Command
- Dig Dug
- Joust
- Mario Bros.
- BurgerTime
- Paperboy
- Tetris
- Robotron: 2084
- Breakout
- Smurf: Rescue in Gargamel's Castle
- Galaxian